# Pierre Gaviniès
Pierre Gaviniès, né à Bordeaux le 11 mai 1728 et mort à Paris le 8 septembre 1800, est un violoniste et compositeur français. Il est l'un des représentants les plus éminents de l'école française de violon au XVIIIe siècle.

## Biographie
Fils du luthier François Gaviniès (né à Montmahoux en 1688 ou 1689) et de Marie Laporte, il se fait déjà remarquer à l'âge de treize ans aux côtés de Joseph-Barnabé Saint-Sevin dit L'Abbé le Fils (1727-1803) dans un duo de Jean-Marie Leclair au Concert Spirituel. Il est le virtuose le plus sollicité de Paris, mais il décline l'offre d'un poste à la Chapelle royale. Jeune homme, il est impliqué dans une affaire de mœurs avec une noble dame de la cour, ce qui lui vaut une condamnation à un an de prison. Au cours des années 1760, il connaît un succès sans précédent par ses compositions, ses concerts et comme professeur de violon.
Il a une longue et fructueuse collaboration avec le Concert Spirituel, dont il est premier violon dès 1744 et dont il assure la direction de 1773 à 1777 avec François-Joseph Gossec et Simon Le Duc. Pendant cette période, il porte la symphonie concertante à son apogée. Giovanni Battista Viotti — insigne reconnaissance — voit en lui le Giuseppe Tartini français.
Il publie ses sonates, suivant la tradition ancienne, uniquement avec la basse chiffrée. Ses compositions représentent la transition stylistique du baroque tardif au classique. 
Dans les années qui suivent la Révolution, à partir de 1795, il est nommé le 22 novembre 1795, en compagnie de Pierre Rode, Pierre Baillot et Rodolphe Kreutzer, professeur de violon du conservatoire nouvellement créé.

## Œuvres
- Opus 1 - 6 sonates pour violon 1760
- Le Prétendu intermède, comédie italienne en 3 actes (première à Paris, le 6 novembre 1760)
- Recueil d'airs à 3 parties pour deux violons, alto et basse continue 1763
- Opus 3 - 6 sonates pour violon 1764
- Opus 4 - 6 sonates pour violon 1764
- 2 Suites sur des noëls 1764
- 3 sonates pour violon solo (y compris Le Tombeau de Gaviniès) 1770
- Opus 5 -  6 sonates pour violon 1774
- Son œuvre aujourd'hui la plus connue est le recueil de Vingt-quatre Matinées, études caprices pour le violon de 1794.